# Aspidoras
Aspidoras és un gènere de peixos de la família dels cal·líctids i de l'ordre dels siluriformes que es troba a Sud-amèrica: Brasil.

## Taxonomia
- Aspidoras albater (Nijssen & Isbrücker, 1976)[3]
- Aspidoras belenos (Britto, 1998)[4]
- Aspidoras brunneus (Nijssen & Isbrücker, 1976)[3]
- Aspidoras carvalhoi (Nijssen & Isbrücker, 1976)[3]
- Aspidoras depinnai (Britto, 2000)[5]
- Aspidoras eurycephalus (Nijssen & Isbrücker, 1976)[3]
- Aspidoras fuscoguttatus (Nijssen & Isbrücker, 1976)[3]
- Aspidoras lakoi (Miranda-Ribeiro, 1949)[6]
- Aspidoras maculosus (Nijssen & Isbrücker, 1976)[3]
- Aspidoras menezesi (Nijssen & Isbrücker, 1976)
- Aspidoras microgalaeus (Britto, 1998)[4]
- Aspidoras pauciradiatus (Weitzman & Nijssen, 1970)[7]
- Aspidoras poecilus (Nijssen & Isbrücker, 1976)[3]
- Aspidoras psammatides (Britto, Lima & Santos, 2005)[8]
- Aspidoras raimundi (Steindachner, 1907)[9]
- Aspidoras rochai (Ihering, 1907)[10]
- Aspidoras spilotus (Nijssen & Isbrücker, 1976)[3]
- Aspidoras taurus (Lima & Britto, 2001)[11]
- Aspidoras velites (Britto, Lima & Moreira, 2002)[12]
- Aspidoras virgulatus (Nijssen & Isbrücker, 1980)[13][14][15][16][17][18][19][20]